# Die Augenzeugen (Fernsehserie)
Die Augenzeugen ist eine Fernsehserie mit Nicolette Krebitz und Lucas Gregorowicz, die unter der Regie von Anna-Katharina Maier entstand. Das Drehbuch von Jens-Frederik Otto wurde von Anil Kizilbuga und Michael Vershinin überarbeitet und basiert auf der norwegischen Serie Eyewitness – Die Augenzeugen (2014). Premiere war im Herbst 2023 am Filmfest Hamburg.

## Handlung
Die beiden Teenager Jan Severing und Lukas Watzinger kommen sich eines Nachts nach einer Downhill-Tour in einer abgelegenen Waldhütte näher. Dabei werden sie Augenzeugen von drei Morden an Mitgliedern der Münchner Biker-Gang Balkan Barbarians. Jan und Lukas vereinbaren, mit niemandem darüber zu sprechen. Allerdings wurde Jan auf der Flucht vom Täter gesehen.
Jan wächst bei seiner Tante und örtlichen Polizeichefin Helen Severing auf, die früher in der Abteilung für Organisierte Kriminalität in München tätig war. Severing nimmt die Ermittlungen in Bayrischzell im Fall der Mehrfachmorde auf. Weil sich unter den Opfern ein verdeckter Ermittler befindet, wird Helen ihre Münchner Nachfolgerin Corinna Will zur Seite gestellt. Helen verließ die Abteilung, nachdem ihre Schwester an einer Überdosis gestorben war. Ihre Eltern waren Jahre zuvor in den Bergen verschollen.
Die Ermittlungen führen in die Unterwelt Münchens zu einem italienischen Clan unter der Führung von Clanchef Vincenzo Fontana, dessen 17-jährige Tochter Francesca bald darauf tot an einem See aufgefunden wird. Sie wurde vom Mörder der Biker, mit dem sie eine Beziehung führte, erwürgt.
An seinem letzten Arbeitstag präsentiert Vitus, der bisherige Leiter des Dezernats für Organisierte Kriminalität, Kriminaloberrat Roman Berg, einen ehemaligen Undercover-Ermittler, als seinen Nachfolger. Dessen Tochter Hannah Berg geht mit Jan und Lukas ins Falke-Gymnasium in Bayrischzell. Jan schwänzt Schule, nachdem er Berg in der Schule zufällig gesehen und in ihm den Mörder der Gang-Mitglieder wiedererkannt hatte, allerdings ohne zu wissen, dass es sich um Hannahs Vater handelt.
Helen Severing wird durch die Explosion einer Bombe verletzt. Der Sprengstoffanschlag galt Vincenzo Fontana, den Helen zur Identifizierung der Leiche seiner Tochter in die Gerichtsmedizin bestellt hatte. Helens Kollege und Liebhaber ist Sascha Wolf, der den Balkan Barbarians Hinweise gab und deshalb von Berg erpresst wird.
Lukas wird von Mirek erpresst, der Lukas und Jan beim Sex gefilmt hat und 10.000 Euro fordert. Mirek arbeitet im Sägewerk von Erich Watzinger, dem Vater von Lukas. Lukas beobachtet seinen Vater bei Drogengeschäften mit den Balkan Barbarians. Watzinger bot den Gang-Mitgliedern die Hütte als Lagerplatz abseits von München, weil das Sägewerk finanziell kurz vor dem Aus stand.
Francesca war im Internat in Wien. Kurz nach ihrer Ankunft in München wurde sie von zwei Mitgliedern der Balkan Barbarians verfolgt, wie auf Aufnahmen von Überwachungskameras zu erkennen ist. Severing vermutet zunächst, dass sich Vincenzo Fontana an den Balkan Barbarians für die versuchte Entführung seiner Tochter rächen wollte. Fontana behauptet allerdings, nichts mit den Morden an den Bikern zu tun zu haben. Daher nimmt Severing an, dass es einen dritten Player geben könnte.
Von Mirek erfährt Branic, dass er in der Mordnacht zwei Burschen in der Waldhütte beobachtet hat und ein Sexvideo von den beiden hat. Bevor Branic Mirek erschießen kann, wird er selbst erschossen. Das Sexvideo von Jan und Lukas wird schließlich in der Schule veröffentlicht. Die beiden beschließen, sich in Sicherheit zu bringen und anschließend Helen alles zu erzählen.
Aufgrund von Aufnahmen einer Überwachungskamera vermutet Severing, dass der dritte Player und Francesca Fontana sich kannten. Von Wolf erfährt Helen, dass Jan und Lukas die Morde beobachtet und den Täter gesehen haben. Francescas Halskette wird in Wolfs Wohnung gefunden, Wolf wird wegen des Verdachts des Mordes an Francesca Fontana festgenommen. Er gesteht seine Verwicklung in den Drogenhandel, bestreitet allerdings, jemanden getötet zu haben.
Mirek greift Watzinger mit dem Messer an, um Geld zu erpressen. In einem Handgemenge erschießt Watzinger Mirek mit der Tatwaffe, Lukas wird durch das Messer verletzt. Er wird ins Krankenhaus eingeliefert und liegt im Koma, sein Vater wird verhaftet. Nachdem Jan mit Hilfe eines Polizeizeichners ein Phantombild erstellt, wird er von Roman Berg, der sich als Arzt ausgibt, ins Krankenhaus gelockt. Helen Severing und Corinna Will erkennen auf dem Phantombild Roman Berg.
Im Krankenhaus versucht Roman Berg, Lukas zu töten, und flieht mit Jan als Geisel. Severing und Will nehmen die Verfolgung von Berg auf. Jan kann befreit werden. In einem Waldstück kommt es zu einer Schießerei zwischen Roman Berg, Jan und Helen Severing, bei der Berg von Severing getötet wird. Auf Empfehlung von Severing wird Corinna Will zur neuen Leiterin des Dezernats für Organisierte Kriminalität befördert. Jan und Lukas machen ihre Beziehung öffentlich.

## Produktion und Hintergrund
Die Serie wurde von der Bantry Bay Productions in Zusammenarbeit mit Servus TV im Auftrag der ARD Degeto produziert. Als Produzentinnen fungierten Carmen Stozek und Vanessa Lackschéwitz. Die Dreharbeiten fanden an 40 Drehtagen vom 6. Oktober bis zum 8. Dezember 2022 in Bayern und Tirol statt. Drehorte waren Bayrischzell, Kitzbühel sowie München und Umgebung.
Die Kamera führte Holger Jungnickel, die Montage verantwortete Lukas Meissner und das Casting Nicole Schmied. Das Kostümbild gestaltete Stefanie Schroeter, das Szenenbild Patrick Steve Müller, die Maske Nadine Scherer, den Ton Max Vornehm und das Sound Design Marco Hanelt. Als Intimitätskoordinatorin fungierte Fritzi Hennemann.

## Veröffentlichung
Premiere war im Herbst 2023 am Filmfest Hamburg.
Auf ServusTV wurden zwei Teile (je 90 Minuten) am 9. November 2024 erstmals ausgestrahlt.
In der ARD Mediathek wurde die Serie in vier Folgen am 2. Mai 2025 veröffentlicht, im Ersten war die Erstausstrahlung am 3. Mai 2025.

## Episodenliste
| 90 Min. | 90 Min.         | 45 Min. | 45 Min.         | Erstveröffentlichung Österreich |
| Nr.     | Titel           | Nr.     | Titel           | Erstveröffentlichung Österreich |
| ------- | --------------- | ------- | --------------- | ------------------------------- |
| 1       | Schweigen       | 1       | Schweigen       | 9. Nov. 2024                    |
| 1       | Schweigen       | 2       | Lügen           | 9. Nov. 2024                    |
| 2       | Kontrollverlust | 3       | Kontrollverlust | 9. Nov. 2024                    |
| 2       | Kontrollverlust | 4       | Schutzlos       | 9. Nov. 2024                    |

## Rezeption

### Kritiken
Tilmann P. Gangloff vergab auf tittelbach.tv 4,5 von 6 Punkten. In der Mitte warte die Geschichte mit einem völlig verblüffenden Knüller auf. Interessant sei auch die Besetzung, zumal die zentralen Figuren allesamt ambivalent gezeichnet seien. Die gerade auch von den jungen Mitwirkenden ausgezeichnet gespielte Miniserie sei derart fesselnd, dass Regisseurin Anna-Katharina Maier auf die üblichen Spannungsverstärker verzichten könne.
Oliver Armknecht bewertete die Serie auf film-rezensionen.de mit sechs von zehn Punkten. Die Geschichte sei nicht neu, funktioniere aber. Schwieriger seien Stränge und Themen, welche die Serie unnötig in die Länge ziehen würden. Dafür gebe es stimmungsvolle Settings und einen beeindruckend eiskalten Lucas Gregorowicz.
Matthias Hannemann meinte in der Frankfurter Allgemeinen Zeitung, dass sich die Produktion als solider Unterhaltungskrimi erweise. Anerkennung verdiene nicht zuletzt die Erkenntnis, dass drei Stunden für diese Geschichte reichen, nachdem das Original fast doppelt so lang war.

### Quote
Die erste Folge fand bei Erstausstrahlung am 3. Mai 2025 im Ersten 4,29 Millionen Zuschauer bei 20,2 Prozent Marktanteil. Die zweite Episode sahen 3,69 Millionen Personen, die dritte 3,92 Millionen und die vierte 3,50 Millionen. Die Marktanteile betrugen zwischen 18,6 und 17,3 Prozent. Bis zum 4. Mai 2025 wurden die Folgen von weiteren 130.000 (Folge 1) bis 300.000 (Folge 4) Personen in der ARD Mediathek abgerufen.

## Auszeichnungen und Nominierungen
Filmfest Hamburg 2023
- Nominierung für den Hamburger Produzentenpreis für Deutsche Fernsehproduktionen (Carmen Stozek und Vanessa Lackschéwitz)[1]